# كيخسرو شابورجي سورابجي
كيخسرو شابورجي سورابجي (بالإنجليزية: Kaikhosru Shapurji Sorabji)‏ (ولد باسم ليون دَدْلِي سورابجي ؛ 14 أغسطس 1892 - 15 أكتوبر 1988) هو مؤلف وناقد موسيقي وعازف بيانو وكاتب إنجليزي. إنه واحد من أكثر المؤلفين الموسيقيين غزارة في القرن العشرين، واشتهر بأغانيه الليلية وتأليفات البيانو واسعة النطاق، والتي تشمل سبع سيمفونيات للبيانو المنفرد، وأربعة توكاتا، و Sequentia cyclica ، و 100 دراسات فوقية، و Opus clavicembalisticum ، وآخر اثنين سوناتات البيانو وجوليستان.
أعرب سورابجي عن إحساسه بالآخرين في وقت مبكر من حياته. بصفته مثليًا من أصول مختلطة ويشعر بالغربة عن المجتمع الإنجليزي، تلقى تعليمه خصوصًا وكان لديه ميل مدى الحياة إلى العزلة. كانت والدته إنجليزية، ووالده رجل أعمال وصناعي بارسي من الهند، وقد أنشأ صندوقًا ائتمانيًا متواضعًا حرره من الحاجة إلى العمل. على الرغم من أن سورابجي كان مؤديًا مترددًا ولم يكن موهوبًا، فقد لعب بعض أعماله في الأماكن العامة بين عامي 1920 و1936. في أواخر الثلاثينيات، حدث تحول في موقفه وفرض قيودًا على أداء موسيقاه (المعروفة أيضًا باسم a "المنع") ، الذي رفعه في عام 1976. حظيت مؤلفاته باهتمام ضئيل خلال تلك السنوات وظل في مرأى من الجمهور بشكل رئيسي من خلال كتاباته ونقده الموسيقي، وفي قلبها كتبه حول الموسيقى و Mi contre fa: The إخلاء الأخلاق من الموسيقي الميكافيلي. في الخمسينيات من القرن الماضي، غادر لندن واستقر في النهاية في قرية كورف كاسل، دورست. المعلومات عن حياة سورابجي، وخاصة سنواته الأخيرة، شحيحة، والكثير منها يأتي من الرسائل التي تبادلها مع أصدقائه.